# Ordem de Santa Úrsula

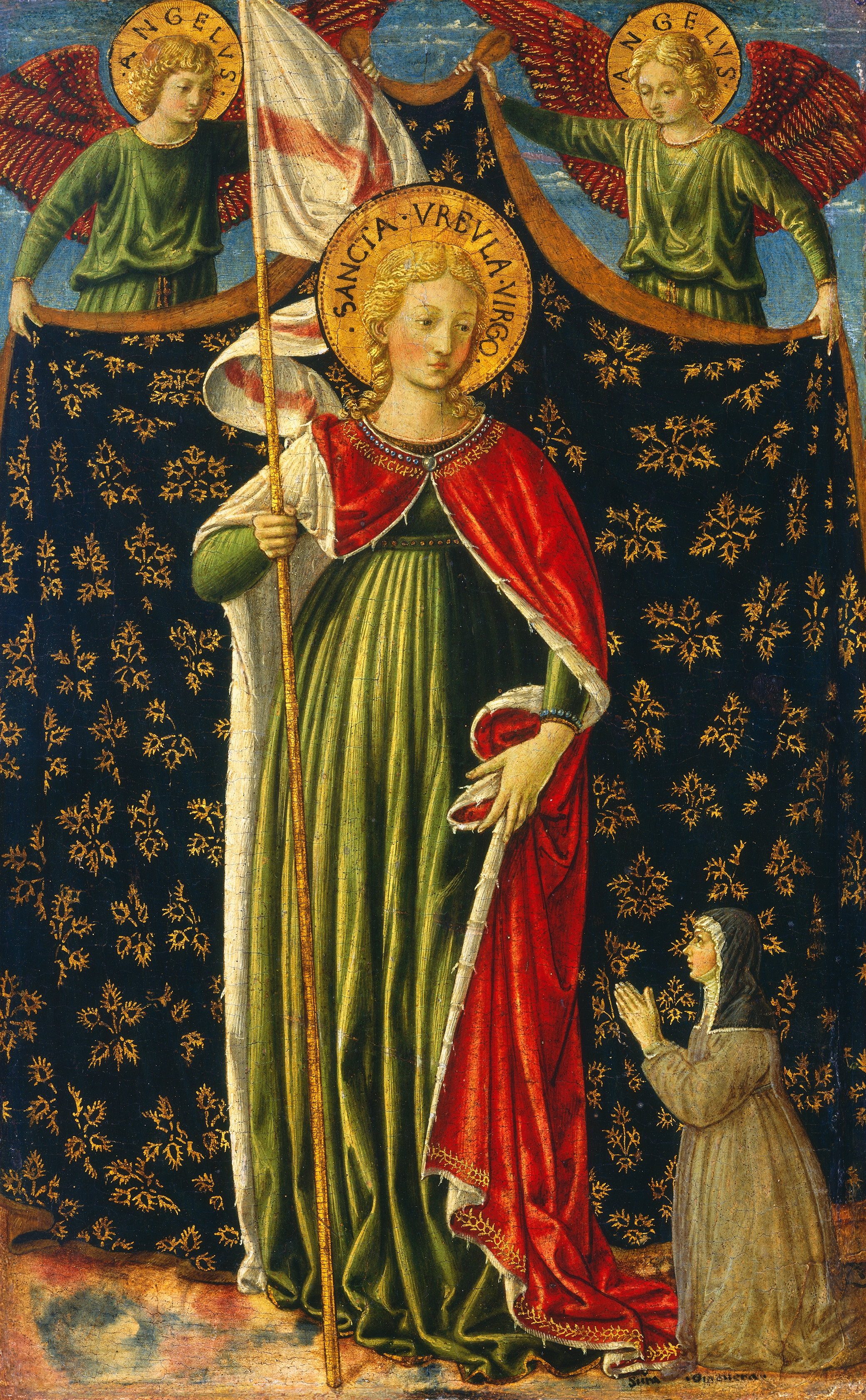

A Ordem de Santa Úrsula (Latim: Ordo Sanctae Ursulae), (sigla O.S.U.), também conhecida como Religiosas Ursulinas da União Romana ou Irmãs Ursulinas (Latim: Unio Romana Ordinis Sanctae Ursulae), é uma ordem religiosa católica fundada por Santa Ângela Merici, que foi também da Ordem Terceira Franciscana anteriormente.
O lema das Ursulinas é INSIEME, em latim: SIMUL, que significa "juntas". Esta ordem teve papel relevante na Reforma Católica e se destina à formação e assistência de meninas pobres.
As Irmãs Ursulinas - assim chamadas em homenagem a Santa Úrsula - começaram seu trabalho pela cidade italiana de Bréscia, em 1535. As ursulinas originais compreendiam dois grupos: viúvas experientes e jovens solteiras. As mais velhas ensinavam as mais novas a dar aulas, administrar hospitais e orfanatos, e a cuidar dos pobres. Depois de um bom trabalho no norte da Itália, elas fundaram seu primeiro convento na França, em Avignon. Foram provavelmente as primeiras missionárias a alcançar sucesso significativo no Novo Mundo.